# Rafael Leão
Rafael Alexandre da Conceição Leão, noto semplicemente come Rafael Leão o Rafa Leão (pronuncia portoghese: [ʁɐfɐˈɛɫ ˈljɐ̃w̃]; Almada, 10 giugno 1999), è un calciatore portoghese, attaccante del Milan e della nazionale portoghese, con cui ha vinto la UEFA Nations League 2024-2025.
Cresciuto nello Sporting Lisbona, con cui ha esordito e vinto una Coppa di Lega portoghese (2017-2018), nel 2018 è passato al Lilla. Nel 2019 si è trasferito al Milan, con cui ha vinto un campionato italiano (2021-2022) e una Supercoppa Italiana (2024). A livello individuale è stato nominato miglior giocatore della Serie A (2021-2022) e migliore calciatore assoluto AIC (2021-2022). Con la nazionale portoghese si è aggiudicato la UEFA Nations League 2024-2025.

## Biografia
È nato il 10 giugno 1999 ad Almada, nel distretto di Setúbal, da padre originario dell'Angola e madre di São Tomé e Príncipe.
Grande appassionato di musica, ha stretto amicizia con importanti esponenti del mondo dell'hip hop e della trap, tra cui Capo Plaza e Lazza. Ha pubblicato il suo primo album, intitolato Beginning, nel gennaio 2021 sotto lo pseudonimo di Way 45. Il disco, composto da sette brani in inglese e portoghese, affronta temi tipici del rap, come le origini, i primi passi difficili e i sacrifici che hanno portato al successo.
Nel 2024 ha pubblicato il suo primo libro intitolato Smile.
Nel 2024 è diventato padre di due gemelli: Leonardo e Thiago.

## Caratteristiche tecniche
Attaccante rapido, veloce e molto fisico, eccelle nel dribbling e nell'uno contro uno, oltre ad avere buona tecnica individuale, che abbinata alle sue ottime doti atletiche lo rendono estremamente efficace a campo aperto e in contropiede. Può essere impiegato come seconda punta o esterno d'attacco con la medesima efficacia, anche se egli stesso ha affermato di trovarsi più a suo agio sulla fascia sinistra. Ha dimostrato di essere un buon finalizzatore e un ottimo uomo-assist, dotato di un ottimo cross. Per le sue caratteristiche è stato paragonato a Pierre-Emerick Aubameyang, Thierry Henry e Ronaldinho.

## Carriera

### Club

#### Sporting Lisbona
Dopo una breve militanza nel vivaio dell'Amora all'età di 9 anni approda nel settore giovanile dello Sporting Lisbona, in cui compie la trafila nelle varie formazioni giovanili. Il 21 maggio 2017 esordisce con lo Sporting Lisbona B, la seconda squadra, subentrando nel secondo tempo e andando in gol nella partita pareggiata per 1-1 in trasferta contro il Braga B; fino al 2018 realizza 7 gol in 12 presenze in Segunda Liga.
Esordisce in prima squadra il 12 ottobre 2017, all'età di 18 anni, nella partita di Coppa di Portogallo vinta per 2-4 contro l'Oleiros, segnando la quarta rete dei Leões. L'11 febbraio 2018 esordisce in Primeira Liga nella vittoria per 2-0 contro la Feirense, subentrando a Bryan Ruiz per gli ultimi 21 minuti di gioco. Il 22 febbraio esordisce in Europa League, nella partita dei sedicesimi di finale contro i kazaki dell'Astana, terminata con un pari (3-3) che elimina lo Sporting dalla competizione. Il 2 marzo realizza il suo primo gol in campionato, che non evita la sconfitta per 2-1 sul campo del Porto, dopo essere subentrato al posto di Seydou Doumbia alla fine del primo tempo; nell'occasione diviene il più giovane marcatore dello Sporting in partite contro il Porto. Al termine della stagione, come alcuni suoi compagni di squadra, risolve unilateralmente il contratto con il club a causa della violenta aggressione organizzata da un gruppo di tifosi al centro sportivo del club, a seguito della mancata qualificazione alla UEFA Champions League.

#### Lilla
L'8 agosto 2018 firma da svincolato un contratto quinquennale con il Lilla, club di Ligue 1. A seguito della risoluzione unilaterale del contratto con lo Sporting Lisbona, ritenuta illegittima dal club portoghese, è insorto un contenzioso tra le parti presso il Tribunale Arbitrale dello Sport portoghese, che nel marzo 2020 ha condannato Leão a versare 16,5 milioni di euro allo Sporting Lisbona. Il successivo ricorso del giocatore presso la Corte d'Appello di Lisbona è stato respinto nel gennaio 2022. Parallelamente il club portoghese si è rivolto prima alla Camera di Risoluzione delle Controversie della FIFA e poi al Tribunale Arbitrale dello Sport di Losanna, che nel febbraio 2022 ha riconosciuto il Lilla come responsabile in solido per il pagamento dell'indennizzo e ha rinviato il caso alla Camera di Risoluzione delle Controversie per determinare l'importo dell'indennizzo; quest'ultima ha confermato ad aprile 2023 che lo Sporting Lisbona ha diritto ad un indennizzo di 16,5 milioni di euro più gli interessi, nonostante i portoghesi chiedessero 45 milioni di euro. Nel luglio 2023 il club portoghese ha comunicato di aver ricevuto dal Lilla 19,6 milioni di euro.
Il 30 settembre esordisce in Ligue 1 nella vittoria per 3-0 contro l'Olympique Marsiglia, prendendo il posto di Loïc Rémy. Entrato stabilmente nel gruppo dei convocati, il 27 ottobre realizza contro il Caen la prima rete (alla seconda presenza) nel campionato francese. Tra il 16 dicembre e il 18 gennaio 2019 va a segno in quattro partite di campionato consecutive. Chiude la stagione, conclusa dal Lilla al secondo posto della classifica, con 24 presenze e 8 gol in Ligue 1.

#### Milan

##### I primi anni (2019-2021)
Il 1º agosto 2019 viene acquistato a titolo definitivo, per la cifra di 30 milioni di euro più una percentuale sull'eventuale futura rivendita, dal Milan, con cui firma un contratto quinquennale. Esordisce con i rossoneri e in Serie A il 25 agosto seguente, entrando al posto di Samu Castillejo in Udinese-Milan (1-0), nella prima giornata di campionato. Il 29 settembre segna la sua prima rete in maglia milanista, realizzando il gol della bandiera in occasione della gara casalinga persa contro la Fiorentina per 1-3. Il 7 luglio 2020 segna una rete nella classica contro la Juventus, contribuendo alla vittoria in rimonta dei rossoneri per 4-2, dopo l'iniziale svantaggio di 0-2. Chiude la stagione con 31 presenze e 6 gol in campionato.
All'inizio della stagione successiva, il 4 ottobre 2020, realizza la sua prima doppietta in Serie A, nella gara della terza giornata vinta per 3-0 a San Siro contro lo Spezia. Il 29 ottobre realizza il suo primo gol nelle coppe europee, nella partita della fase a gironi di Europa League vinta per 3-0 in casa contro lo Sparta Praga. Il 20 dicembre 2020, nella gara vinta per 2-1 in trasferta contro il Sassuolo alla tredicesima giornata, segna, appena 6,76 secondi dopo il fischio di inizio della partita, il gol più veloce della storia della Serie A e il più veloce nella storia dei cinque maggiori campionati UEFA.

##### L'affermazione (2021-presente)

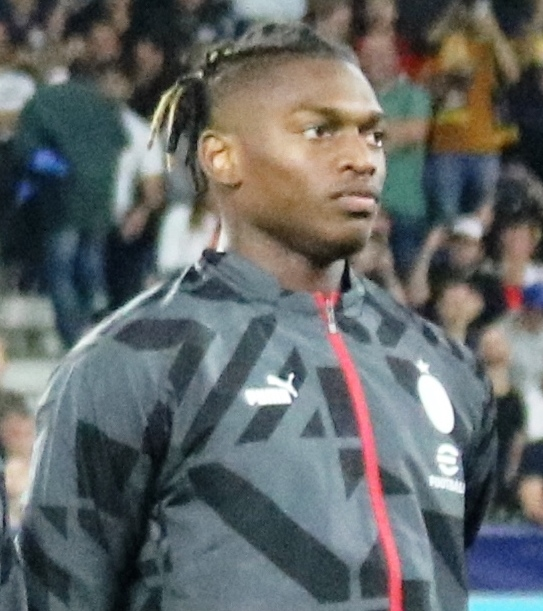
Leaõ prima di una gara di UEFA Champions League contro il nel 2022.

Nella stagione seguente, il 15 settembre 2021, esordisce in UEFA Champions League, venendo schierato come titolare nella partita persa ad Anfield (2-3) contro il Liverpool; nell'occasione fornisce un assist per una marcatura rossonera. Il 28 settembre segna anche il suo primo gol nella massima manifestazione europea, quello del provvisorio vantaggio nella partita persa in casa (1-2) contro l'Atlético Madrid. Il 1º maggio 2022, decidendo con una rete la sfida casalinga contro la Fiorentina, raggiunge per la prima volta le dieci marcature in una singola stagione di campionato. Nella successiva giornata di campionato, l'8 maggio, fornendo due assist a Sandro Tonali, è decisivo per la vittoria dei rossoneri in casa del Verona (1-3). Il 15 maggio segna la rete dell'1-0 nella partita vinta in casa (2-0) contro l'Atalanta. Il 22 maggio, fornendo tre assist, risulta determinante nella vittoria del Milan per 3-0 sul campo del Sassuolo, successo che consente ai rossoneri di vincere lo scudetto. Al termine della stagione è eletto miglior giocatore della competizione dalla Lega Serie A.
All'inizio della stagione 2022-2023 risulta decisivo con una doppietta nel derby di andata vinto contro l'Inter. Il 10 settembre 2022 subisce la sua prima espulsione con la maglia del Milan, in occasione della partita esterna poi vinta contro la Sampdoria per 1-2. Il 4 gennaio 2023 segna il primo gol del nuovo anno solare in Serie A, in occasione della trasferta di Salerno vinta per 2-1 dai rossoneri. Il 18 aprile 2023, dopo una corsa eccezionale palla al piede, effettua l'assist per l'1-0 nella partita di ritorno dei quarti di finale di Champions League contro il Napoli, pareggiata 1-1, permettendo alla sua squadra di avanzare alle semifinali. Conclude la stagione con 15 gol e 7 assist in Serie A, posizionandosi al quarto posto in campionato con la squadra rossonera. Il 2 giugno 2023, Leão prolunga il proprio contratto con il Milan fino al 2028: Successivamente è stato reso noto che il Milan ha versato al Lilla — riconosciuto responsabile in solido dell'indennizzo dovuto allo Sporting Lisbona per la risoluzione illegittima del contratto da parte di Leão nel 2018 — circa 20 milioni di euro, ottenendo la rimozione della clausola che prevedeva una percentuale sull'eventuale futura rivendita del giocatore in favore del club francese; il cartellino di Leao è diventato così il più costoso della storia rossonera, per un dato complessivo di 49,5 milioni di euro.
Nella stagione 2023-2024 sceglie di indossare la maglia numero 10, lasciata vacante da Brahim Díaz. Il 23 settembre, nella partita casalinga di campionato contro il Verona, indossa per la prima volta la fascia di capitano del Milan. Il 30 marzo 2024, nella partita in trasferta vinta contro la Fiorentina per 1-2, tocca la quota di 200 presenze in maglia rossonera.
La stagione 2024-2025 si inaugura con il cambio di allenatore sulla panchina rossonera, infatti al posto di Pioli viene ingaggiato il portoghese Fonseca, che successivamente sarà esonerato e a sua volta sostituito da Conceicao. Il 9 novembre 2024 nella partita pareggiata 3-3 col Cagliari segna una doppietta, arrivando a 50 gol segnati col Milan in serie A. Il 6 gennaio 2025 nella finale di Supercoppa Italiana, parte dalla panchina a causa di un precedente infortunio ed entra al 50' minuto sul punteggio di 0-2 per l'Inter; il suo ingresso si rivela decisivo per la rimonta dei rossoneri entrando in tutte e 3 le azioni che portano ai gol della sua squadra, in particolare con l'assist ad Abraham per il 3-2 finale che assegna la Supercoppa al Milan. Nonostante questo successo la stagione milanista è altamente negativa, con l'ottavo posto in Serie A e la sconfitta nella finale di Coppa Italia 2025 contro il Bologna. Iniza la stagione 25/26 con un gol in coppa italia al Bari.

### Nazionale

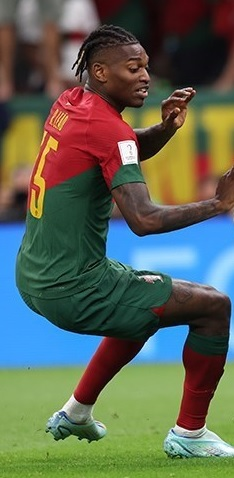
Leão con la nazionale portoghese in una gara del campionato mondiale 2022.

Ha giocato con tutte le rappresentative nazionali giovanili del Portogallo, esordendo con l'Under-21 il 10 novembre 2017, in occasione della partita di qualificazione al campionato europeo del 2019 pareggiata 1-1 contro la Romania under 21.
Il 5 ottobre 2021, viene convocato per la prima volta in nazionale maggiore, in sostituzione dell'infortunato Rafa Silva. Quattro giorni dopo, debutta con la rappresentativa portoghese, subentrando all'inizio del secondo tempo dell'amichevole contro il Qatar. Convocato per disputare la fase finale del campionato del mondo 2022, nella partita d'esordio giocata a Doha il 24 novembre contro il Ghana mette a segno il suo primo gol in maglia lusitana, contribuendo alla vittoria finale per 3-2.
Domenica 8 giugno 2025 vince la Uefa Nations League da subentrato in finale contro la Spagna 

## Statistiche

### Presenze e reti nei club
Statistiche aggiornate al 17 agosto 2025.
| Stagione        | Squadra            | Campionato      | Campionato | Campionato | Coppe nazionali | Coppe nazionali | Coppe nazionali | Coppe continentali | Coppe continentali | Coppe continentali | Altre coppe | Altre coppe | Altre coppe | Totale | Totale | Totale |
| Stagione        | Squadra            | Comp            | p          | Reti       | Comp            | Pres            | Reti            | Comp               | Pres               | Reti               | Comp        | Pres        | Reti        | Pres   | Reti   |        |
| --------------- | ------------------ | --------------- | ---------- | ---------- | --------------- | --------------- | --------------- | ------------------ | ------------------ | ------------------ | ----------- | ----------- | ----------- | ------ | ------ | ------ |
| 2017-2018       | Sporting Lisbona B | SL              | 12         | 7          | -               | -               | -               | -                  | -                  | -                  | -           | -           | -           | 12     | 7      |        |
| 2017-2018       | Sporting Lisbona   | PL              | 3          | 1          | CP+TdL          | 1+0             | 1               | UCL+UEL            | 0+1                | 0                  | -           | -           | -           | 5      | 2      |        |
| 2018-2019       | Lilla              | L1              | 24         | 8          | CF+CdL          | 2+0             | 0               | -                  | -                  | -                  | -           | -           | -           | 26     | 8      |        |
| 2019-2020       | Milan              | A               | 31         | 6          | CI              | 2               | 0               | -                  | -                  | -                  | -           | -           | -           | 33     | 6      |        |
| 2020-2021       | Milan              | A               | 30         | 6          | CI              | 2               | 0               | UEL                | 8                  | 1                  | -           | -           | -           | 40     | 7      |        |
| 2021-2022       | Milan              | A               | 34         | 11         | CI              | 4               | 2               | UCL                | 4                  | 1                  | -           | -           | -           | 42     | 14     |        |
| 2022-2023       | Milan              | A               | 35         | 15         | CI              | 1               | 0               | UCL                | 11                 | 1                  | SI          | 1           | 0           | 48     | 16     |        |
| 2023-2024       | Milan              | A               | 34         | 9          | CI              | 2               | 2               | UCL+UEL            | 5+6                | 1+3                | -           | -           | -           | 47     | 15     |        |
| 2024-2025       | Milan              | A               | 34         | 8          | CI              | 5               | 1               | UCL                | 10                 | 3                  | SI          | 1           | 0           | 50     | 12     |        |
| 2025-2026       | Milan              | A               | 0          | 0          | CI              | 1               | 1               | -                  | -                  | -                  | SI          | 0           | 0           | 1      | 1      |        |
| Totale Milan    | Totale Milan       | Totale Milan    | 198        | 55         |                 | 17              | 6               |                    | 44                 | 10                 |             | 2           | 0           | 261    | 71     |        |
| Totale carriera | Totale carriera    | Totale carriera | 237        | 71         |                 | 20              | 7               |                    | 45                 | 10                 |             | 2           | 0           | 304    | 88     |        |

### Cronologia presenze e reti in nazionale
| Cronologia completa delle presenze e delle reti in nazionale ― Portogallo | Cronologia completa delle presenze e delle reti in nazionale ― Portogallo | Cronologia completa delle presenze e delle reti in nazionale ― Portogallo | Cronologia completa delle presenze e delle reti in nazionale ― Portogallo | Cronologia completa delle presenze e delle reti in nazionale ― Portogallo | Cronologia completa delle presenze e delle reti in nazionale ― Portogallo | Cronologia completa delle presenze e delle reti in nazionale ― Portogallo | Cronologia completa delle presenze e delle reti in nazionale ― Portogallo |
| Data                                                                      | Città                                                                     | In casa                                                                   | Risultato                                                                 | Ospiti                                                                    | Competizione                                                              | Reti                                                                      | Note                                                                      |
| ------------------------------------------------------------------------- | ------------------------------------------------------------------------- | ------------------------------------------------------------------------- | ------------------------------------------------------------------------- | ------------------------------------------------------------------------- | ------------------------------------------------------------------------- | ------------------------------------------------------------------------- | ------------------------------------------------------------------------- |
| 9-10-2021                                                                 | Faro                                                                      | Portogallo                                                                | 3 – 0                                                                     | Qatar                                                                     | Amichevole                                                                | -                                                                         | 46’                                                                       |
| 12-10-2021                                                                | Faro                                                                      | Portogallo                                                                | 5 – 0                                                                     | Lussemburgo                                                               | Qual. Mondiali 2022                                                       | -                                                                         | 73’                                                                       |
| 11-11-2021                                                                | Dublino                                                                   | Irlanda                                                                   | 0 – 0                                                                     | Portogallo                                                                | Qual. Mondiali 2022                                                       | -                                                                         | 56’ 83’                                                                   |
| 24-3-2022                                                                 | Porto                                                                     | Portogallo                                                                | 3 – 1                                                                     | Turchia                                                                   | Qual. Mondiali 2022                                                       | -                                                                         | 88’                                                                       |
| 29-3-2022                                                                 | Porto                                                                     | Portogallo                                                                | 2 – 0                                                                     | Macedonia del Nord                                                        | Qual. Mondiali 2022                                                       | -                                                                         | 76’                                                                       |
| 2-6-2022                                                                  | Siviglia                                                                  | Spagna                                                                    | 1 – 1                                                                     | Portogallo                                                                | UEFA Nations League 2022-2023 - 1º turno                                  | -                                                                         | 72’                                                                       |
| 5-6-2022                                                                  | Lisbona                                                                   | Portogallo                                                                | 4 – 0                                                                     | Svizzera                                                                  | UEFA Nations League 2022-2023 - 1º turno                                  | -                                                                         | 77’                                                                       |
| 9-6-2022                                                                  | Lisbona                                                                   | Portogallo                                                                | 2 – 0                                                                     | Rep. Ceca                                                                 | UEFA Nations League 2022-2023 - 1º turno                                  | -                                                                         | 80’ 87’                                                                   |
| 12-6-2022                                                                 | Lancy                                                                     | Svizzera                                                                  | 1 – 0                                                                     | Portogallo                                                                | UEFA Nations League 2022-2023 - 1º turno                                  | -                                                                         | 62’                                                                       |
| 24-9-2022                                                                 | Praga                                                                     | Rep. Ceca                                                                 | 0 – 4                                                                     | Portogallo                                                                | UEFA Nations League 2022-2023 - 1º turno                                  | -                                                                         | 67’                                                                       |
| 27-9-2022                                                                 | Braga                                                                     | Portogallo                                                                | 0 – 1                                                                     | Spagna                                                                    | UEFA Nations League 2022-2023 - 1º turno                                  | -                                                                         | 78’                                                                       |
| 24-11-2022                                                                | Doha                                                                      | Portogallo                                                                | 3 – 2                                                                     | Ghana                                                                     | Mondiali 2022 - 1º turno                                                  | 1                                                                         | 77’                                                                       |
| 28-11-2022                                                                | Lusail                                                                    | Portogallo                                                                | 2 – 0                                                                     | Uruguay                                                                   | Mondiali 2022 - 1º turno                                                  | -                                                                         | 69’                                                                       |
| 2-12-2022                                                                 | Al Rayyan                                                                 | Corea del Sud                                                             | 2 – 1                                                                     | Portogallo                                                                | Mondiali 2022 - 1º turno                                                  | -                                                                         | 65’                                                                       |
| 6-12-2022                                                                 | Lusail                                                                    | Portogallo                                                                | 6 – 1                                                                     | Svizzera                                                                  | Mondiali 2022 - Ottavi di finale                                          | 1                                                                         | 87’                                                                       |
| 10-12-2022                                                                | Doha                                                                      | Marocco                                                                   | 1 – 0                                                                     | Portogallo                                                                | Mondiali 2022 - Quarti di finale                                          | -                                                                         | 69’                                                                       |
| 23-3-2023                                                                 | Lisbona                                                                   | Portogallo                                                                | 4 – 0                                                                     | Liechtenstein                                                             | Qual. Euro 2024                                                           | -                                                                         | 67’                                                                       |
| 26-3-2023                                                                 | Lussemburgo                                                               | Lussemburgo                                                               | 0 – 6                                                                     | Portogallo                                                                | Qual. Euro 2024                                                           | 1                                                                         | 75’                                                                       |
| 20-6-2023                                                                 | Reykjavík                                                                 | Islanda                                                                   | 0 – 1                                                                     | Portogallo                                                                | Qual. Euro 2024                                                           | -                                                                         |                                                                           |
| 8-9-2023                                                                  | Bratislava                                                                | Slovacchia                                                                | 0 – 1                                                                     | Portogallo                                                                | Qual. Euro 2024                                                           | -                                                                         | 62’                                                                       |
| 11-9-2023                                                                 | Faro                                                                      | Portogallo                                                                | 9 – 0                                                                     | Lussemburgo                                                               | Qual. Euro 2024                                                           | -                                                                         | 75’                                                                       |
| 13-10-2023                                                                | Porto                                                                     | Portogallo                                                                | 3 – 2                                                                     | Slovacchia                                                                | Qual. Euro 2024                                                           | -                                                                         | 65’                                                                       |
| 16-10-2023                                                                | Zenica                                                                    | Bosnia ed Erzegovina                                                      | 0 – 5                                                                     | Portogallo                                                                | Qual. Euro 2024                                                           | -                                                                         | 65’                                                                       |
| 21-3-2024                                                                 | Guimaraes                                                                 | Portogallo                                                                | 5 – 2                                                                     | Svezia                                                                    | Amichevole                                                                | 1                                                                         | 46’                                                                       |
| 4-6-2024                                                                  | Lisbona                                                                   | Portogallo                                                                | 4 – 2                                                                     | Finlandia                                                                 | Amichevole                                                                | -                                                                         | 46’                                                                       |
| 8-6-2024                                                                  | Oeiras                                                                    | Portogallo                                                                | 1 – 2                                                                     | Croazia                                                                   | Amichevole                                                                | -                                                                         | 46’                                                                       |
| 11-6-2024                                                                 | Aveiro                                                                    | Portogallo                                                                | 3 – 0                                                                     | Irlanda                                                                   | Amichevole                                                                | -                                                                         | 46’                                                                       |
| 18-6-2024                                                                 | Lipsia                                                                    | Portogallo                                                                | 2 – 1                                                                     | Rep. Ceca                                                                 | Euro 2024 - 1º turno                                                      | -                                                                         | 39’ 63’                                                                   |
| 22-6-2024                                                                 | Dortmund                                                                  | Turchia                                                                   | 0 – 3                                                                     | Portogallo                                                                | Euro 2024 - 1º turno                                                      | -                                                                         | 39’ 46’                                                                   |
| 1-7-2024                                                                  | Francoforte sul Meno                                                      | Portogallo                                                                | 0 – 0 dts (3 – 0 dtr)                                                     | Slovenia                                                                  | Euro 2024 - Ottavi di finale                                              | -                                                                         | 76’                                                                       |
| 5-7-2024                                                                  | Amburgo                                                                   | Portogallo                                                                | 0 – 0 dts (3 – 5 dtr)                                                     | Francia                                                                   | Euro 2024 - Quarti di finale                                              | -                                                                         | 106’                                                                      |
| 5-9-2024                                                                  | Lisbona                                                                   | Portogallo                                                                | 2 – 1                                                                     | Croazia                                                                   | UEFA Nations League 2024-2025 - 1º turno                                  | -                                                                         | 46’                                                                       |
| 8-9-2024                                                                  | Lisbona                                                                   | Portogallo                                                                | 2 – 1                                                                     | Scozia                                                                    | UEFA Nations League 2024-2025 - 1º turno                                  | -                                                                         | 68’                                                                       |
| 12-10-2024                                                                | Varsavia                                                                  | Polonia                                                                   | 1 – 3                                                                     | Portogallo                                                                | UEFA Nations League 2024-2025 - 1º turno                                  | -                                                                         | 64’                                                                       |
| 15-10-2024                                                                | Glasgow                                                                   | Scozia                                                                    | 0 – 0                                                                     | Portogallo                                                                | UEFA Nations League 2024-2025 - 1º turno                                  | -                                                                         | 61’                                                                       |
| 15-11-2024                                                                | Porto                                                                     | Portogallo                                                                | 5 – 1                                                                     | Polonia                                                                   | UEFA Nations League 2024-2025 - 1º turno                                  | 1                                                                         | 84’                                                                       |
| 18-11-2024                                                                | Spalato                                                                   | Croazia                                                                   | 1 – 1                                                                     | Portogallo                                                                | UEFA Nations League 2024-2025 - 1º turno                                  | -                                                                         | 71’                                                                       |
| 20-3-2025                                                                 | Copenaghen                                                                | Danimarca                                                                 | 1 – 0                                                                     | Portogallo                                                                | UEFA Nations League 2024-2025 - Quarti di finale                          | -                                                                         | 76’                                                                       |
| 23-3-2025                                                                 | Lisbona                                                                   | Portogallo                                                                | 5 – 2 dts                                                                 | Danimarca                                                                 | UEFA Nations League 2024-2025 - Quarti di finale                          | -                                                                         | 62’                                                                       |
| 8-6-2025                                                                  | Monaco di Baviera                                                         | Portogallo                                                                | 2 – 2 dts (5 – 3 dtr)                                                     | Spagna                                                                    | UEFA Nations League 2024-2025 - Finale                                    | -                                                                         | 74’                                                                       |
| Totale                                                                    |                                                                           | Presenze                                                                  | 40                                                                        |                                                                           | Reti                                                                      | 5                                                                         |                                                                           |

| Cronologia completa delle presenze e delle reti in nazionale ― Portogallo under 21 | Cronologia completa delle presenze e delle reti in nazionale ― Portogallo under 21 | Cronologia completa delle presenze e delle reti in nazionale ― Portogallo under 21 | Cronologia completa delle presenze e delle reti in nazionale ― Portogallo under 21 | Cronologia completa delle presenze e delle reti in nazionale ― Portogallo under 21 | Cronologia completa delle presenze e delle reti in nazionale ― Portogallo under 21 | Cronologia completa delle presenze e delle reti in nazionale ― Portogallo under 21 | Cronologia completa delle presenze e delle reti in nazionale ― Portogallo under 21 |
| Data                                                                               | Città                                                                              | In casa                                                                            | Risultato                                                                          | Ospiti                                                                             | Competizione                                                                       | Reti                                                                               | Note                                                                               |
| ---------------------------------------------------------------------------------- | ---------------------------------------------------------------------------------- | ---------------------------------------------------------------------------------- | ---------------------------------------------------------------------------------- | ---------------------------------------------------------------------------------- | ---------------------------------------------------------------------------------- | ---------------------------------------------------------------------------------- | ---------------------------------------------------------------------------------- |
| 10-11-2017                                                                         | Ovidiu                                                                             | Romania under 21                                                                   | 1 – 1                                                                              | Portogallo under 21                                                                | Amichevole                                                                         | -                                                                                  | 60’                                                                                |
| 23-3-2018                                                                          | Tondela                                                                            | Portogallo under 21                                                                | 7 – 0                                                                              | Liechtenstein under 21                                                             | Amichevole                                                                         | -                                                                                  | 58’                                                                                |
| 27-3-2018                                                                          | Neuchâtel                                                                          | Svizzera under 21                                                                  | 2 – 4                                                                              | Portogallo under 21                                                                | Amichevole                                                                         | -                                                                                  | 16’                                                                                |
| 16-11-2018                                                                         | Zabrze                                                                             | Polonia under 21                                                                   | 0 – 1                                                                              | Portogallo under 21                                                                | Qual. Europeo Under-21 2019                                                        | -                                                                                  | 75’                                                                                |
| 20-11-2018                                                                         | Chaves                                                                             | Portogallo under 21                                                                | 1 – 3                                                                              | Polonia under 21                                                                   | Qual. Europeo Under-21 2019                                                        | -                                                                                  | 38’                                                                                |
| 10-9-2019                                                                          | Žodzina                                                                            | Bielorussia under 21                                                               | 0 – 2                                                                              | Portogallo under 21                                                                | Qual. Europeo Under-21 2021                                                        | 1                                                                                  | 80’                                                                                |
| 11-10-2019                                                                         | Amsterdam                                                                          | Paesi Bassi under 21                                                               | 4 – 2                                                                              | Portogallo under 21                                                                | Qual. Europeo Under-21 2021                                                        | -                                                                                  | 79’                                                                                |
| 14-11-2019                                                                         | Lubiana                                                                            | Slovenia under 21                                                                  | 0 – 0                                                                              | Portogallo under 21                                                                | Amichevole                                                                         | -                                                                                  |                                                                                    |
| 19-11-2019                                                                         | Oslo                                                                               | Norvegia under 21                                                                  | 2 – 3                                                                              | Portogallo under 21                                                                | Qual. Europeo Under-21 2021                                                        | -                                                                                  | 34’                                                                                |
| 9-10-2020                                                                          | Lisbona                                                                            | Portogallo under 21                                                                | 4 – 1                                                                              | Norvegia under 21                                                                  | Qual. Europeo Under-21 2021                                                        | -                                                                                  | 62’                                                                                |
| 15-11-2020                                                                         | Parchal                                                                            | Portogallo under 21                                                                | 2 – 1                                                                              | Cipro under 21                                                                     | Qual. Europeo Under-21 2021                                                        | -                                                                                  | 46’                                                                                |
| 18-11-2020                                                                         | Portimão                                                                           | Portogallo under 21                                                                | 2 – 1                                                                              | Paesi Bassi under 21                                                               | Qual. Europeo Under-21 2021                                                        | -                                                                                  | 46’ 83’                                                                            |
| 31-5-2021                                                                          | Lubiana                                                                            | Portogallo under 21                                                                | 5 – 3 dts                                                                          | Italia under 21                                                                    | Europeo Under-21 2021 - Quarti di finale                                           | -                                                                                  | 94’                                                                                |
| 3-6-2021                                                                           | Maribor                                                                            | Spagna under 21                                                                    | 0 – 1                                                                              | Portogallo under 21                                                                | Europeo Under-21 2021 - Semifinale                                                 | -                                                                                  | 31’ 64’                                                                            |
| 6-6-2021                                                                           | Lubiana                                                                            | Germania under 21                                                                  | 1 – 0                                                                              | Portogallo under 21                                                                | Europeo Under-21 2021 - Finale                                                     | -                                                                                  | 46’                                                                                |
| Totale                                                                             |                                                                                    | Presenze                                                                           | 15                                                                                 |                                                                                    | Reti                                                                               | 1                                                                                  |                                                                                    |

### Record
- Calciatore che ha realizzato il gol più veloce della storia della Serie A: rete dello 0-1 in Sassuolo-Milan (1-2), 13ª giornata della Serie A 2020-2021: 6,76 secondi.[30]

## Palmarès

### Club
- Coppa di Lega portoghese: 1

Sporting Lisbona: 2017-2018
- Campionato italiano: 1

Milan: 2021-2022
- Supercoppa italiana: 1

Milan: 2024

### Nazionale
- Campionato d'Europa Under-17: 1

Azerbaigian 2016
- UEFA Nations League: 1

2024-2025

### Individuale
- Premi Lega Serie A: 1

Miglior giocatore: 2021-2022
- Gran Galà del calcio AIC: 3

Migliore calciatore assoluto: 2022
Squadra dell'anno: 2022, 2023